# 동경 141도
동경 141도(東經百四十一度)는 본초 자오선에서 동쪽으로 141도 떨어진 경선이다. 북극점에서 시작하여 북극해와 아시아, 태평양, 오스트랄라시아, 인도양, 남극해를 거쳐 남극의  남극점에 이른다.
동경 141도는 서경 39도와 이어져 지구의 대원을 이룬다.

## 국경
뉴기니섬에서 동경 141도는 인도네시아와 파푸아뉴기니의 국경의 일부가 된다. 동경 141도는 플라이강과 두 차례 만나는데, 이 사이에서는 플라이강이 국경을 이룬다. 플라이강과 교점 남쪽으로 국경은 동경 141도보다 약간 동쪽으로 평행하게 그어졌다.
오스트레일리아에서 동경 141도는 사우스오스트레일리아주의 동쪽 경계가 되며, 퀸즐랜드주, 뉴사우스웨일스주와 접한다. 빅토리아주와의 경계도 원래는 정확히 동경 141도였으나, 측량 오류로 인해 약 3.6km 서쪽으로 어긋난 동경 140°57'45" 선이 되었다.

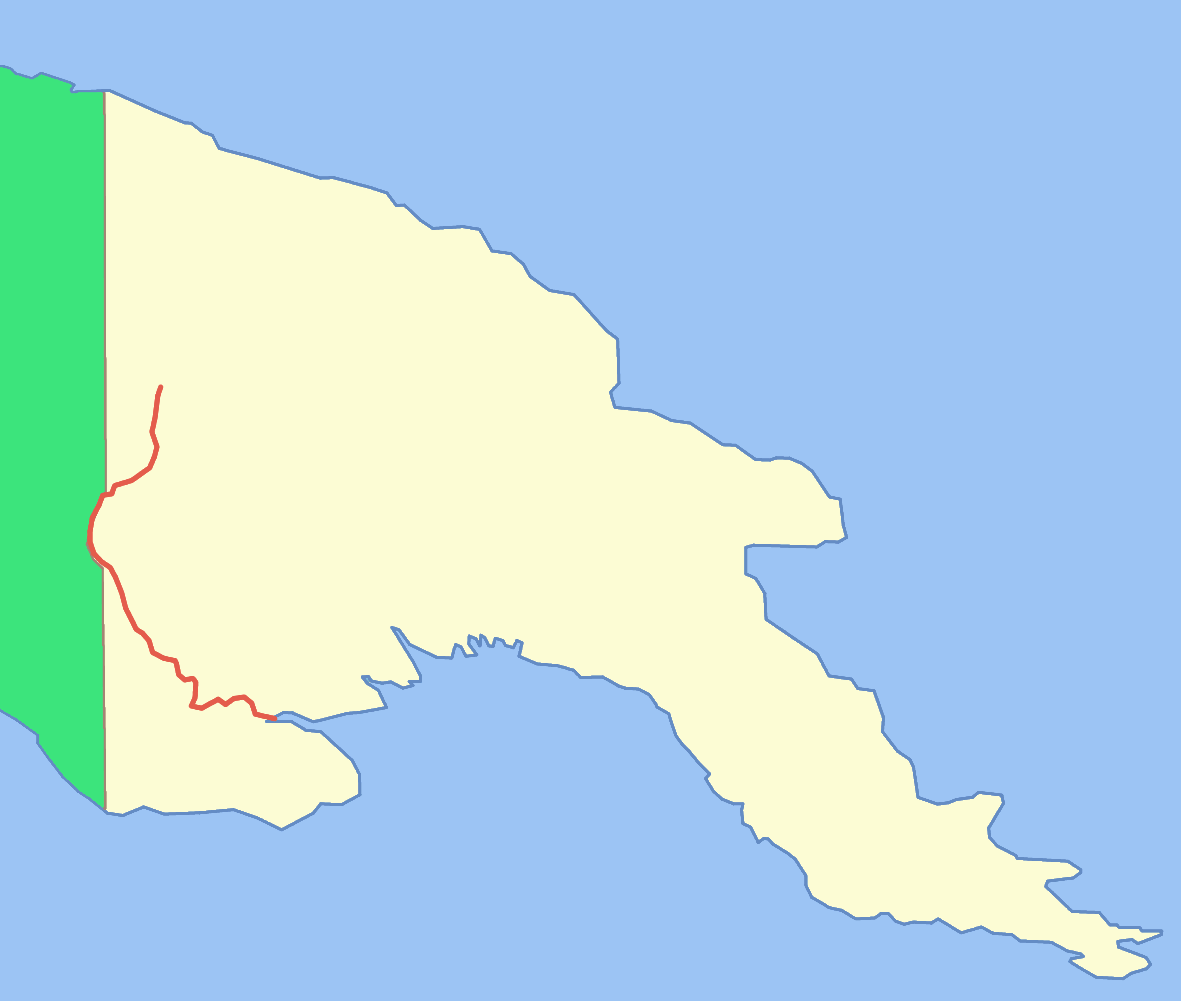
뉴기니섬의 국경
오스트레일리아에서의 동경 141도

## 지나가는 지역
북극점에서 남극점까지 동경 141도는 다음 지역을 지나간다.
| 좌표                                                      | 나라, 지역, 해역               | Notes |
| --------------------------------------------------------- | ------------------------------ | --- |
| 북위 90° 0′ 동경 141° 0′  / 북위 90.000° 동경 141.000°    | 북극해                         | |
| 북위 76° 1′ 동경 141° 0′  / 북위 76.017° 동경 141.000°    | 러시아                         | 사하 공화국 — 코텔니섬, 노보시비르스크 제도 |
| 북위 74° 54′ 동경 141° 0′  / 북위 74.900° 동경 141.000°   | 동시베리아해                   | 산니코프 해협 |
| 북위 74° 15′ 동경 141° 0′  / 북위 74.250° 동경 141.000°   | 러시아                         | 사하 공화국 — 말리랴홉스키섬, 노보시비르스크 제도 |
| 북위 73° 59′ 동경 141° 0′  / 북위 73.983° 동경 141.000° } | 동시베리아해                   | 산니코프 해협 |
| 북위 73° 47′ 동경 141° 0′  / 북위 73.783° 동경 141.000°   | 러시아                         | 사하 공화국 — 볼쇼이랴홉스키섬, 노보시비르스크 제도 |
| 북위 73° 23′ 동경 141° 0′  / 북위 73.383° 동경 141.000°   | 동시베리아해                   | 드미트리랍테프 해협 |
| 북위 72° 52′ 동경 141° 0′  / 북위 72.867° 동경 141.000°   | 러시아                         | 사하 공화국 하바롭스크 지방 — 북위 62° 29′ 동경 141° 0′  / 북위 62.483° 동경 141.000° 부터 |
| 북위 72° 42′ 동경 141° 0′  / 북위 72.700° 동경 141.000°   | 랍테프해                       | |
| 북위 72° 33′ 동경 141° 0′  / 북위 72.550° 동경 141.000°   | 러시아                         | 하바롭스크 지방 |
| 북위 58° 25′ 동경 141° 0′  / 북위 58.417° 동경 141.000°   | 오호츠크해                     | |
| 북위 53° 24′ 동경 141° 0′  / 북위 53.400° 동경 141.000°   | 러시아                         | 하바롭스크 지방 |
| 북위 51° 40′ 동경 141° 0′  / 북위 51.667° 동경 141.000°   | 타타르 해협                    | 러시아 사할린주의 모네론섬(북위 46° 13′ 동경 141° 11′  / 북위 46.217° 동경 141.183° ) 서쪽을 지난다. |
| 북위 45° 26′ 동경 141° 0′  / 북위 45.433° 동경 141.000°   | 일본                           | 홋카이도 — 레분섬 |
| 북위 45° 21′ 동경 141° 0′  / 북위 45.350° 동경 141.000°   | 동해                           | |
| 북위 43° 14′ 동경 141° 0′  / 북위 43.233° 동경 141.000°   | 일본                           | 홋카이도 본섬 |
| 북위 42° 18′ 동경 141° 0′  / 북위 42.300° 동경 141.000°   | 태평양                         | 우치우라만 |
| 북위 41° 54′ 동경 141° 0′  / 북위 41.900° 동경 141.000°   | 일본                           | 홋카이도 — 오시마반도 |
| 북위 41° 43′ 동경 141° 0′  / 북위 41.717° 동경 141.000°   | 쓰가루 해협                    | |
| 북위 41° 29′ 동경 141° 0′  / 북위 41.483° 동경 141.000°   | 일본                           | 혼슈섬 아오모리현 — 시모키타반도, |
| 북위 41° 11′ 동경 141° 0′  / 북위 41.183° 동경 141.000°   | 무쓰만                         | |
| 북위 40° 56′ 동경 141° 0′  / 북위 40.933° 동경 141.000°   | 일본                           | 혼슈섬 — 아오모리현 — 이와테현 — 북위 40° 13′ 동경 141° 0′  / 북위 40.217° 동경 141.000° 부터 — 미야기현 — 북위 38° 52′ 동경 141° 0′  / 북위 38.867° 동경 141.000° 부터 |
| 북위 38° 14′ 동경 141° 0′  / 북위 38.233° 동경 141.000°   | 태평양                         | 센다이만 |
| 북위 37° 46′ 동경 141° 0′  / 북위 37.767° 동경 141.000°   | 일본                           | 혼슈섬 후쿠시마현 |
| 북위 37° 6′ 동경 141° 0′  / 북위 37.100° 동경 141.000°    | 태평양                         | 일본 도쿄도 니시노섬((북위 27° 15′ 동경 140° 54′  / 북위 27.250° 동경 140.900° )의 바로 동쪽을 지난다. |
| 남위 2° 36′ 동경 141° 0′  / 남위 2.600° 동경 141.000°     | 인도네시아 / 파푸아뉴기니 국경 | |
| 남위 6° 19′ 동경 141° 0′  / 남위 6.317° 동경 141.000°     | 파푸아뉴기니                   | 국경은 플라이강을 따라 서쪽으로 굽어진다. |
| 남위 6° 53′ 동경 141° 0′  / 남위 6.883° 동경 141.000°     | 인도네시아                     | 파푸아뉴기니와의 국경은 경선과 평행하게 동쪽으로 약 2 km를 지난다. |
| 남위 9° 7′ 동경 141° 0′  / 남위 9.117° 동경 141.000°      | 아라푸라해                     | |
| 남위 11° 2′ 동경 141° 0′  / 남위 11.033° 동경 141.000°    | 카펀테리아만                   | |
| 남위 16° 57′ 동경 141° 0′  / 남위 16.950° 동경 141.000°   | 오스트레일리아                 | 퀸즐랜드주 사우스오스트레일리아주 / 퀸즐랜드주 경계 — 남위 26° 0′ 동경 141° 0′  / 남위 26.000° 동경 141.000° 부터 사우스오스트레일리아주 / 뉴사우스웨일스주 경계 — 남위 29° 0′ 동경 141° 0′  / 남위 29.000° 동경 141.000° 부터 빅토리아주 — 남위 34° 1′ 동경 141° 0′  / 남위 34.017° 동경 141.000° 부터. 사우스오스트레일리아주와의 경계는 자오선과 평행하게 서쪽으로 약 3 km 떨어져 지닌다. |
| 남위 38° 4′ 동경 141° 0′  / 남위 38.067° 동경 141.000°    | 인도양                         | 오스트레일리아는 이 해역을 남극해의 일부로 본다.[1][2] |
| 남위 60° 0′ 동경 141° 0′  / 남위 60.000° 동경 141.000°    | 남극해                         | |
| 남위 66° 46′ 동경 141° 0′  / 남위 66.767° 동경 141.000°   | 남극                           | 아델리랜드, 프랑스가 영유권을 주장. |

## 같이 보기
- 동경 140도
- 동경 142도
- 사라고사 조약